# Spoiled
Spoiled è un brano soul scritto dalla cantante inglese Joss Stone, Lamont Dozier, e Beau Dozier, estratto dal secondo album della Stone, Mind, Body & Soul del 2004. Pubblicato a marzo 2005 è il terzo singolo estratto dall'album, ha raggiunto al suo apice la posizione numero 22 della classifica inglese, rimanendoci solo due settimane, e diventando pertanto il singolo di minor successo della cantante.

## Tracce
British CD single
1. "Spoiled" – 4:03
2. "Right to Be Wrong" (Live in New York) – 3:23

European CD single
1. "Spoiled" – 4:03
2. "Don't Know How" (On Stage at Irving Plaza) – 5:15
3. "Less Is More" (On Stage at Irving Plaza) – 5:03

British DVD single
1. "Spoiled" (Video) – 4:03
2. "The Chokin' Kind" (Live in New York City) (Video) – 4:45
3. "Fell in Love with a Boy" (Live in New York City) – 4:14

British promo single
1. "Spoiled" (Radio Edit) – 3:33

American promo single
1. "Spoiled" – 4:03
2. "Security" Excerpt – 1:30
3. "Jet Lag" Excerpt – 1:30
4. "You Had Me" Excerpt – 1:30
5. "Snakes and Ladders" Excerpt – 1:30

## Classifiche
| Classifica (2005) | Posizione più alta |
| ----------------- | ------------------ |
| Belgio (Fiandre)  | 56                 |
| Belgio (Vallonia) | 67                 |
| Paesi Bassi       | 46                 |
| Regno Unito       | 32                 |